# Homag Group

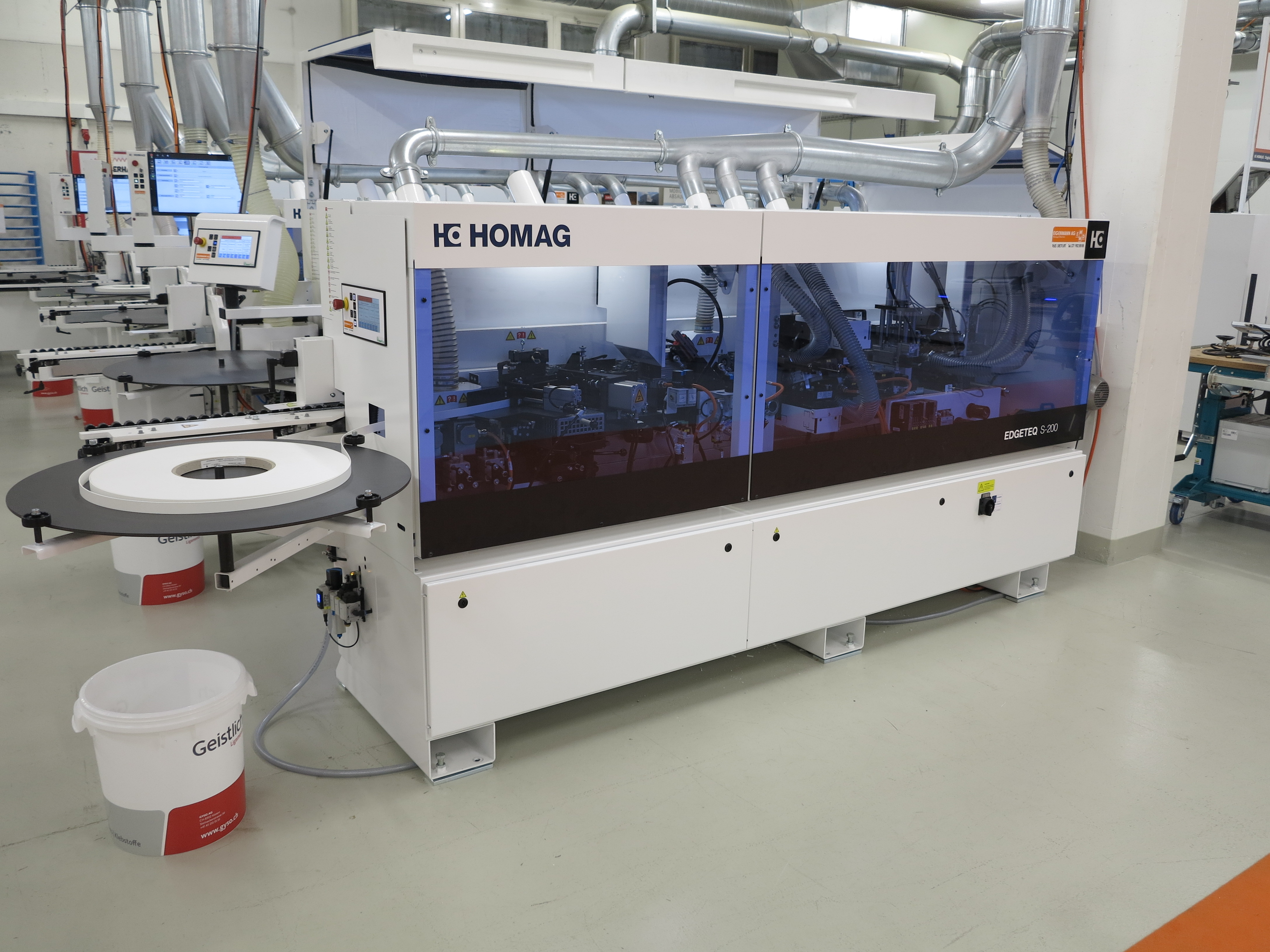
Kantenleimmaschine von HOMAG

Die HOMAG Group ist nach eigenen Angaben der weltweit führende Anbieter von integrierten Lösungen für die Produktion in der holzbearbeitenden Industrie und dem Handwerk. Mit weltweit 14 spezialisierten Produktionswerken sowie rund 20 konzerneigenen Vertriebs- und Servicegesellschaften und etwa 60 exklusiven Vertriebspartnern ist das Unternehmen ein Systemanbieter und beschäftigt rund 7.000 Mitarbeiterinnen und Mitarbeiter. Das Angebot geht von einzelnen Holzbearbeitungsmaschinen bis hin zu kompletten vollautomatisierten Produktionsanlagen. Seit Oktober 2014 gehört die HOMAG Group mehrheitlich zur Dürr AG. Im März 2015 wurde zwischen beiden Unternehmen ein Beherrschungs- und Ergebnisabführungsvertrag geschlossen. Der Stammsitz der Holding ist in Schopfloch (Schwarzwald).

## Geschichte
Am 1. Januar 1960 gründeten Eugen Hornberger und Gerhard Schuler die Hornberger Maschinenbaugesellschaft OHG. 1962 begann die Entwicklung der damals ersten Kantenleimmaschine nach dem Heiß-Kalt-Verfahren. In der Folgezeit wurden unter anderem die Firmen Friz (1976), Weeke (1986), Holzma (1987), Ligmatech (1990) und Bargstedt (1995) übernommen. Die Hornberger Maschinenbaugesellschaft OHG wurde 1987 in die HOMAG Maschinenbau AG und 2004 zur HOMAG Group AG umfirmiert.
2017 wurden die bisherigen unterschiedlichen Marken aufgegeben. Die einzelnen Produkte, die bisher noch unter eigenem Namen auftraten, treten einheitlich unter dem Namen HOMAG auf. HOMAG expandierte nicht nur durch Übernahmen, sondern auch durch die Neugründung zahlreicher Vertriebs- und Service-Gesellschaften sowie von Produktionsgesellschaften in vielen Ländern.

## Börse
Die Erstnotierung erfolgte am 13. Juli 2007 im Prime Standard, die Aufnahme in den SDAX am 1. Oktober 2007. Vom 17. Juli 2015 bis zum 1. März 2017 war die HOMAG Group AG im Börsensegment Entry Standard notiert. Seit der Umstellung der Börse im März 2017 sind die Aktien im Basic Board gelistet.

## Eigentümerstruktur
Die Aktionärsstruktur der HOMAG Group setzt sich wie folgt zusammen (Stand: 5. Januar 2025):
- Dürr Group: 84 %
- Streubesitz: 2 %
- Gründerfamilien: 14 %